# Viktor Orbán
Viktor Orbán, madžarski politik, * 31. maj 1963, Székesfehérvár, Madžarska.
Je aktualni predsednik Vlade Republike Madžarske.

## Mladost
Orbán se je rodil 31. maja 1963 v Székesfehérvárju v podeželski družini srednjega razreda kot najstarejši sin podjetnika in agronoma Győzőja Orbána (rojen 1940) in specialne pedagoginje in logopedinje Erzsébet Sípos (rojena leta 1944). Ima dva mlajša brata, oba podjetnika; Győző mlajši (rojen leta 1965) in Áron (rojen leta 1977). Njegov dedek po očetu Mihály Orbán se je ukvarjal s kmetijstvom in živinorejo. Viktor Orbán je otroštvo preživel v dveh bližnjih vaseh, Alcsútdoboz in Felcsút v županiji Fejér; tam je obiskoval šolo in v Vértesacsi. Leta 1977 se je njegova družina za stalno preselila v Székesfehérvár.
Orbán je leta 1981 končal srednjo šolo Blanka Teleki v Székesfehérvárju, kjer je študiral angleščino. Po dveh letih služenja vojaškega roka je študiral pravo na Univerzi Eötvös Loránd v Budimpešti in magistriral na temo poljskega gibanja Solidarnost. Po diplomi leta 1987 je dve leti živel v Szolnoku in se zaposlil kot sociolog na Inštitutu za menedžersko izobraževanje na Ministrstvu za kmetijstvo in prehrano.
Leta 1989 je Orbán prejel štipendijo Sorosove fundacije za študij politologije na Pembroke College na Oxfordu. Njegov mentor je bil heglovski politični filozof Zbigniew Pełczyński. Januarja 1990 je zapustil Oxford in se vrnil na Madžarsko, da bi se potegoval za mesto v prvem madžarskem postkomunističnem sklicu parlamenta.
Pri 14 in 15 letih je bil sekretar komunistične mladinske organizacije KISZ srednje šole (članstvo v KISZ je bilo obvezno maturiranje na univerzi). V nekem kasnejšem intervjuju je dejal, da so se njegova politična stališča med služenjem vojske korenito spremenila: prej se je imel za "naivnega in vdanega zagovornika" komunističnega režima.

## Politika
Po prehodu v demokracijo leta 1990 je bil izvoljen v državni zbor in je bil vodja parlamentarnega poslanskega odbora Fidesza do leta 1993. Pod njegovim vodstvom se je Fidesz odmaknil od prvotne desnosredinske, klasične liberalne, proevropske integracijske platforme proti nacionalnemu konservativizmu. Po tem, ko je Fidesz na volitvah leta 1998 dobil več poslanskih sedežev, je bil Orbán prvič imenovan za predsednika madžarske vlade.
Fidesz je volitve v letih 2002 in 2006 tesno izgubil pred Socialistično stranko, Orbán pa je to obdobje preživel kot vodja opozicije. Padec priljubljenosti socialistov, ki ga je poslabšal "govor Őszöda" premierja Ferenca Gyurcsányja, je Orbánu pomagal pripeljati Fidesza do močne zmage leta 2010. Orbán je sestavil koalicijo s krščanskimi demokrati in pridobil večino v državnem zboru, ki je zadostovala za velike ustavne in zakonodajne reforme. Fidesz je na volitvah 2014 in 2018 ohranil svojo podporo. Novembra 2020 je Orbán postal madžarski premier z najdaljšim stažem, presegel je Kálmana Tiso, ki je bil predsednik vlade med 1875 in 1890.
Madžarska je pod njegovim vodstvom doživela demokratično nazadovanje in se preusmerila k avtoritarnosti. Orbánov populizem, socialno-nacionalni konservativizem, mehki evroskepticizem in zagovarjanje tega, kar opisuje kot "neliberalno državo", je pritegnilo pomembno evropsko in mednarodno pozornost. Zaradi Orbánovega političnega ravnanja je imel Fidesz nekaj časa zamrznjeno članstvo v Evropski ljudski stranki, marca 2021 pa je po tem, ko je novi statut okrepil zavezanost strank v spoštovanju načela pravne države, to evropsko grupacijo zapustil.

### 1998: Prva zmaga na volitvah
Orbán je pri petintridesetih letih postal eden najmlajših premierjev v Evropi. Stranka je državi vladala do leta 2002. Naslednje volitve je izgubila proti socialistom.

### 2010: Druga zmaga na volitvah
Po številnih aferah, ki so jih za sabo pustile vlade, ki so jih vodili socialisti je na naslednjih volitvah leta 2010 Orbán s Fideszom zmagal z ustavno večino.

## Afere

### Korupcija
Orbánove mandate zaznamuje porast korupcije.
Lőrinc Mészáros, osmi najbogatejši človek na Madžarskem, je svoj uspeh pojasnil s stavkom: "Bog, sreča in Viktor Orbán." Mészáros je Orbánov prijatelj iz otroštva in župan Felcsúta, kraja, kjer je Orbán preživel otroštvo. Mészárosovo gradbeno podjetje je v Felcsútu zgradilo stadion Pancho s 4000 sedeži, čeprav ima naselje le 1700 prebivalcev. Orbán je lastnik hiše le nekaj metrov od stadiona in se redno udeležuje tamkajšnjih tekem.
Madžarska vlada je dala zgraditi železnico s starodobnim vlakom med Alcsútdobozom in Felcsútom, krajema, kjer je Orbán preživljal otroštvo. 80 % sredstev za gradnjo je nudila Evropska unija. Madžarska vlada je trdila, da bo železnica turistična atrakcija in da jo bo uporabljalo 2500-7000 potnikov na dan, vendar je v prvem mesecu obratovanja potnikov bilo le 30. Projekt je zato bil prijavljen OLAF, evropski protikorupcijski agenciji.

### Državljanske svoboščine
Svojo vizijo za Madžarsko je Orbán v govoru leta 2014 opisal kot "neliberalno demokracijo".
2017 je Odbor Evropskega parlamenta za državljanske svoboščine, pravosodje in notranje zadeve začel preiskovati možnost sprožitve 7. člena pogodbe o EU proti Madžarski. 7. člen kot skrajni ukrep predvideva odvzem glasovalnih pravic državi članici, v kateri obstaja "sistemska grožnja demokraciji, vladavini prava in človekovim pravicam". Za pripravo poročila je bila zadolžena članica odbora Judith Sargentini (Zeleni). Poročilo je predlagalo sprožitev postopka, Evropski parlament pa ga je 12. septembra 2018 potrdil s 448 glasovi za in 197 glasovi proti.